# Großstadtklein
Großstadtklein ist ein Spielfilm des Regisseurs Tobias Wiemann aus dem Jahr 2013.

## Handlung
Die romantische Komödie handelt von dem Landei Ole, der von seiner Familie nach Berlin geschickt wird, um ein Praktikum als Zeichner bei einem Kalenderhersteller anzutreten. Über seinen eigenwilligen Cousin und Mitbewohner Rokko lernt er dort die junge, lebensfrohe Erzieherin Fritzi kennen, die mächtig Bewegung in das Leben seiner gesamten Familie bringt.

## Produktion
Der Film wurde von Mr. Brown Entertainment in Co-Produktion mit der Warner Bros. Filmproduktion und Seven Pictures in Zusammenarbeit mit Barefoot Films hergestellt. Die Dreharbeiten fanden zwischen Mai und Juli 2012 sowohl in Berlin als auch in Mecklenburg-Vorpommern (vor allem in Rieth und Altwarp) statt und wurden durch die Filmförderungsanstalt (FFA) und das Medienboard Berlin-Brandenburg (MBB) gefördert. Til Schweiger und Thomas Zickler traten als Produzenten in Erscheinung. In Deutschland war der landesweite Kinostart am 15. August 2013.

## Rezeption

### Kritiken
„Das Regiedebüt von Tobias Wiemann überzeugt mit schwarzem Humor und verschrobenen – wenn manchmal auch ziemlich klischeehaften – Charakteren, die man einfach irgendwie liebhaben muss..“

„Die Geschichte einer ungewöhnlichen Liebe und einer merkwürdigen Familie in einer wohlbekannten deutschen Hauptstadt: eine deutsche Komödie im Balanceakt zwischen Slapstick, Romance und »street credibility«“

„Immerhin scheint Großstadtklein eine Strategie zu haben: In dem Bestreben, unbedingt witzig, unterhaltsam und rührend sein zu wollen, erzählt der Film einfach jede Menge Geschichten auf einmal, in der Hoffnung, dass irgendetwas hängenbleiben möge. Damit die Zuschauer dabei nicht durcheinandergeraten, sind der Ausgang jeder dieser Geschichten so erwartbar, jede Figur so eindimensional und jeder Witz so simpel wie möglich gehalten. Dazu ein paar sentimentale Popsongs und genau die Postkarten-Bilder von Berlin, die jeder schon mal irgendwo gesehen hat, vor allem in deutschen Komödien. Niemand darf überfordert werden! Keine bösen Überraschungen! Umarme das Klischee!“

„GROSSSTADTKLEIN ist niemals brüllend komisch. Hier hat man es mit einem viel feineren Humor zu tun, der einem vielmehr ein Dauergrinsen ins Gesicht zaubert und immer wieder den Gedanken ‚ja, das kenne ich irgendwoher‘ in den Kopf schiebt.“

„Besonders tiefschürfend kommt diese ‚Boy Meets Girl‘-Komödie mit Stadt-Land-Kontrast und kaputtem Familienhintergrund nicht daher, aber sie ist unterhaltsam und routiniert inszeniert, auch wenn das Drehbuch manchmal auf der Stelle tritt und sich die meisten Probleme viel zu schnell in Landluft auflösen. Stark sind, wie so oft in deutschen Filmen, die Schauspieler, denen man noch bessere Drehbücher wünschen würde. Allen voran überzeugt Jacob Matschenz als naiv-verschmitzter Dorfbubi, auch TV-Star Klaas Heufer-Umlauf zeigt als schnoddriger Städter komisches Talent. Dazu kann man über den herrlich drögen Markus Hering und den wie immer wunderbar wandelbaren Tobias Moretti herzhaft lachen.“

„Opas Puschenkino trifft Til Schweiger. Bei seiner romantischen Culture-Clash-Komödie Grossstadtklein wandelt Regiedebütant Tobias Wiemann durchaus souverän auf den inszenatorischen Pfaden seines Mentors Schweiger, enttäuscht jedoch mit einer überzeichneten und klischeeüberladenen Geschichte.“

## Filmmusik
1. Eigenes Berlin – Gloria
2. Riot – Reichardt, Dirk & David Jürgens Feat. Christian Neander
3. Older Brother – Pepper Rabbit
4. Where Do You Want To Go – Dirk Reichardt & David Jürgens
5. All I Want – Kodaline / Garrigan, Stephen
6. Simple Minds – Todsharow, Martin
7. Golden Revolver – San Cisco
8. Farewell Eternety – Dirk Reichardt & David Jürgens
9. On The Road – Dirk Reichardt & David Jürgens
10. Moves Like Water – Belasco	Reinhören
11. Windy Fields – Dirk Reichardt & David Jürgens
12. Good Bye Brave World – Dirk Reichardt & David Jürgens
13. (Feels Like) Heaven – Fiction, Factory / Patterson, Kevin
14. Neon Blue – Reichardt, Dirk & David Jürgens Feat. Christian Neander
15. Money Cash – Dirk Reichardt & David Jürgens
16. Early Bird – Dirk Reichardt & David Jürgens
17. Once – Stereolove
18. Reflections – Dirk Reichardt & David Jürgens
19. Angel – Todsharow, Martin
20. Sky Is The Limit – Dirk Reichardt & David Jürgens
21. Berlin Skylounge – Dirk Reichardt & David Jürgens
22. Re:Stacks – Iver, Bon
23. Clubz – Dirk Reichardt & David Jürgens
24. Eigenes Berlin – Film-Demoversion – Gloria